# 弗洛倫絲·斯克韋爾·希恩
弗洛伦丝·斯克韦尔·希恩（英語：Florence Scovel Shinn，1871年9月24日—1940年10月17日）是一位美國藝術家和書籍插畫家，在中年以後成為著名的精神導師和形而上學作家。

在新紀元運動裡，希恩最出名的是她的第一本書《人生的遊戲該這樣玩》（1925）。她表達了自己的哲學：
其實，在那些「操控一切」的人背後，總有一些看不見的力量在運作，雖然那些人並不知道。由於語言有振動的力量，無論人說甚麼，都會把結果吸引過來。

——《人生的遊戲該這樣玩》芙倫絲·斯科維·希恩

## 早期生活
希恩出生於新澤西州卡姆登，是奧爾登·科蘭特和艾米麗·霍普金森的女兒。她的曾祖父法蘭西斯·霍普金森（Francis Hopkinson）曾簽署《獨立宣言》，是美國最早記錄的作曲家。她在費城接受教育，在那裡她就讀於賓夕法尼亞美術學院，在那裡遇到了她未來的丈夫，藝術家埃弗雷特·希恩（1876-1953）。婚後，他們搬進了紐約華盛頓廣場附近韋弗利廣場112號的單間公寓。埃弗雷特在隔壁建了一家劇院，並寫了三部劇本，都由芙倫絲扮演主角。他們在新罕布希爾州的普萊恩菲爾德度過了夏天，住在她丈夫設計的殖民地風格房子里。兩人於1912年離婚。
希恩在 1900 年代初擔任插畫家。她在《哈珀》和其他雜誌，以及《捲心菜地的威格斯夫人》（1901）等流行小說裡繪製插圖。插畫師協會於1903年選舉她為准會員，但直到1922年才接納女性成為該組織的正式會員。

一份早期的傳記草稿如此描寫希恩，顯示了她對後期作品和生活態度的見解：
她敏銳的幽默感，在每處中都能表現出來，說出充滿喜刻效果的笑點。希恩太太的特殊天賦是，即使她畫的是最可憐的小人物，卻能在畫面中注入一種快樂、健康的氛圍，給人留下有人生價值和樂趣的印象。她的角色從來都不是諷刺漫畫；他們很吸引人，引發沒有惡意的笑聲。 

## 著作與新紀元運動
希恩的形而上學作品始於1925年她自己出版的《人生的遊戲該這樣玩》。《你的話有如魔杖》出版於1928年，《成功的隱門》出版於1940年。在她去世后，另外兩部作品出版，包括1945年的《言語的力量》，以及於2013年出版的《直覺的奇徑》。最後一本書由路易絲·海伊）出版，她從一位稀有書籍轉銷商那裡收到了希恩最後著作的小型打字未出版手稿，並附有一封求職信，其中部分內容如下：
幾個月前，我們發現了一件獨特的收藏品，我們認為您可能會感興趣。該物品是芙倫絲·斯科維·希恩的原始打字手稿《直覺之奇徑》。我們正在與您聯系，看看您或貴出版社是否有興趣購買這份罕見的原始手稿，旨在與世界分享其內容 
《人生的遊戲該這樣玩》多處引述聖經及個人軼事，以表達作者對上帝和人生的理解。她的哲學以正向思想的力量為中心，包括肯定語及積極行為等等。

以下是希恩夫人的一個典型教導：
所有的疾病和不幸都源於違反了愛的法則。所以（耶穌）有一條新的戒命：「彼此相愛。」在人生的遊戲裡，愛及善意能戰勝一切。 
她的建議通常伴隨着现實生活的事例，以下是上述「彼此相愛」的例子：
我認識的一位女士多年來一直患有嚴重的皮膚病。醫生告訴她這是無法治愈的，她感到絕望。她在舞台上工作，擔心自己很快就要失業，而且沒有其他的依靠。然而，她卻獲得了很好的成績，並在首演之夜取得了巨大的成功。她收到了評論家的好評，感到高興和得意。

可是，第二天，她就收到了解雇通知。劇組中的一名男子嫉妒她的成功，導致她被送走。她感到仇恨和怨恨完全佔據了她，她哭喊著：「哦上帝，不要讓我恨那個男人。」那天晚上，她「默默地」修心了幾個小時。她說：「我很快就陷入了深深的沉默。我似乎對自己、對這個人、對整個世界都很平靜。我連續兩個晚上都這樣，第三天我發現我的皮膚病完全好了！」在尋求愛或善意時，她履行了法律（「因為愛就是履行法律」），疾病（來自潛意識的怨恨）也被消滅了。 
希恩被認為是新紀元運動的一部分，因為她的著作遵循菲尼亞斯·昆比（Phineas Quimby ，1802-1866）、瑪麗·貝克·艾迪（Mary Baker Eddy，1821-1910）、艾瑪·柯蒂斯·霍普金斯（Emma Curtis Hopkins ，1849-1925）以及查爾斯·菲爾莫爾（ Charles Fillmore ，1854）的傳統。 –1948）和默特爾菲爾莫爾（1845-1931），聯合教會的共同創始人。
勵志作家路易絲·海伊 (Louise Hay)承認她是早期的影響者。 
生前發表的作品
| 年     | 標题               |
| ------ | ------------------ |
| 1925年 | 人生的遊戲該這樣玩 |
| 1928年 | 你的話有如魔杖     |
| 1940年 | 成功的隱門         |

去世後出版的作品 
| 年     | 標题                               |
| ------ | ---------------------------------- |
| 1945年 | 言語的力量                         |
| 1989年 | 芙倫絲·斯科維·希恩的智慧：四本全書 |
| 2013年 | 直覺的奇徑                         |